# Bruno Alfier
Bruno Alfier (San Donà di Piave, 21 novembre 1927 – Padova, 15 giugno 2011) è stato un calciatore italiano, di ruolo centrocampista o attaccante.

## Carriera
Cresciuto nel Sandonà, alla fine del giugno del 1950 fu acquistato dal Palermo, per passare al Parma nel 1952. Dopo una stagione al Venezia, nel 1954 si trasferisce nuovamente al Parma. Nel 1959 viene ingaggiato dal Sandonà, tornando quindi nella squadra degli esordi.